# Анне Свердруп-Тіґесон
Анне Аслауг Свердруп-Тіґесон (норв. Anne Sverdrup-Thygeson; нар. 1966) — норвезька біологиня, письменниця та професорка Норвезького університету наук про життя в Осі.
Анне Свердруп-Тіґесон займається дослідженнями та викладанням у галузі природокористування, екології комах і біорізноманіття лісів. Вона також популяризує знання про біорізноманіття та природу через лекції та засоби масової інформації.
Свердруп-Тіґесон має докторський ступінь з біології Університету Осло (2000), а також додаткову освіту, зокрема, з історії та журналістики, в інших університетах. Раніше працювала лісовою екологинею у NORSKOG та старшою науковою співробітницею у Норвезькому інституті досліджень природи.

## Авторство
Опублікувала понад 80 міжнародних рецензованих статей з біології охорони природи та кілька книжок, перекладених понад 25 мовами.
2019 року книжку «Планета комах» (норв. Insektenes planet) Смітсонівський інститут у Сполучених Штатах назвав однією з десяти найважливіших книг про науку. Книжку «Планета комах» було номіновано на премію Брейджа, книжку «На плечах природи» (норв. På naturens skuldre) — на премію критиків, а книжку «Ліс» (норв. Skogen) було номіновано і на премію Брейджа, і на Премію книготорговців.

## Нагороди
За свою відданість Свердруп-Тіґесон отримала премію Бонневі 2018 року за роботу з популяризації теми біології. 2020 року її було нагороджено премією Дослідницької ради Норвегії за комунікації, а 2023 році вона здобула Премію академіків за те, що «взяла на себе завдання бути провідним представником десятків тисяч малих і безголосих видів у той час, коли природне різноманіття перебуває під серйозним тиском у всьому світі». Восени 2023 року її було призначено почесним доктором Шведського університету сільськогосподарських наук. 2024 року здобула Норвезьку наукову премію.

## Переклади українською
2024 року у видавництві «Бородатий Тамарин» вийшов український переклад книжки "Insektenes hemmeligheter" під назвою «Жали, дзижчи, кусай. Навіщо нам комахи». Перекладачка — Інна Бодак.